# كاثي روز
كاثي روز (بالإنجليزية: Kathy Rose)‏ هي ممثلة أمريكية، ولدت في 17 يناير 1972 في طهران في إيران. من الجوائز التي نالتها زمالة غوغنهايم.

## جوائز
- زمالة غوغنهايم

## وصلات خارجية
- كاثي روز على موقع IMDb (الإنجليزية)